# Загребачка катедрала
Катедрала Узнесења блажене Дјевице Марије и светих Стјепана и Ладислава, познатија као Загребачка катедрала, је једна од најзначајнијих и највећих културно-историјских грађевина у Хрватској. Задња реконструкција је започета 1880, а завршена је 1906. године. Катедрала се налази у Загребу и религија којој припада је католицизам. У земљотресу који је погодио Републику Хрватску, у марту 2020. године тешко страдала, оштећен је врх јужног торња.

## Историја
Загребачка катедрала је најпре била мала црква, саграђена између 9. и 11. века. Загребачку бискупију је основао Ладислав I, у 1094. години. Загребачка катедрала је била саграђена у романско-готичком стилу, али су је у 1242. години срушили Татари. Катедралу је касније у 13. веку бискуп Тимотеј обновио, у готском стилу. У 16. веку је катедрала била окружена кулама и зидинама, а између 1633. и 1641, је добила ренесанси торањ, по пројекту Ивана Албертала. Пожари су је више пута уништавали, али највећи ударац је добила током земљотреса у Загребу 1880. године. Након земљотреса катедралу је реконструисао Херман Боле у неоготичком стилу. У 1990. години, је била окружена металном мрежом скела. Стари сатови су скинути а постављени су сатови пречника 3м и 20цм, с тежином око 600кг, а за изградњу ових сатова је било потрошено 8 тона бронзе и месинга.
Катедрала је била посвећена првом мађарском краљу Стефану. Антун Густав Матош је о тој катедрали написао песму При светоме Краљу.

## Галерија
- Слика катедрале на крају 19. века
- Унутрашњост катедрале - поглед према олтару
- Загребачка катедрала из ваздуха
- Главни улаз